# Xã Clayton, Quận Cleburne, Arkansas
Xã Clayton (tiếng Anh: Clayton Township) là một xã thuộc quận Cleburne, tiểu bang Arkansas, Hoa Kỳ. Năm 2010, dân số của xã này là 926 người.